# Drapeau et armoiries du canton de Fribourg
Le drapeau et les armoiries fribourgeoises sont des emblèmes officiels du canton de Fribourg.

## Histoire
La ville de Freiburg im Üchtland, aujourd'hui Fribourg, fut fondée par Berthold IV de Zähringen, père de Berthold V de Zähringen qui fonda la ville de Berne. Les couleurs des villes fondées par cette lignée étaient le noir et le blanc. On retrouve d'ailleurs ces couleurs sur le drapeau actuel de Berthoud (Burgdorf) mais également sur le premier drapeau de Berne. Naturellement, les couleurs de Fribourg furent dès le début noir et blanc. En 1410, la bannière de la région était déjà celle d'aujourd'hui et était dessinée sur un manuscrit de la constitution fribourgeois (Schwabenspiegel et Handfeste). Mühlemann rappelle également que contrairement à d'autres cantons, les armoiries sont tirées de la bannière et non l'inverse.

Armoiries du duché de Savoie.

Il rapporte également dans son livre que lorsque la région s'affranchit du duché de Savoie, on remplaça la croix blanche sur fond rouge aussi bien sur des enluminures que des vitraux en passant par les documents de l'État et ce, dès 1477.
Toutefois, la ville avait (et a toujours) des armoiries représentant le château des Zähringen alors que l'État avoisinant a toujours été connu sous les armes coupé de sable et d'argent. Les deux armoiries occupèrent l'espace public jusqu'en 1744 et ce n'est qu'après 1803 avec l'Acte de Médiation, où État et Ville furent séparés, que le canton prit le drapeau noir et blanc et la ville le drapeau au château blanc sur fond bleu.
Au travers des siècles, et déjà en 1501, les couleurs de Fribourg changèrent. Le bleu de la ville de Fribourg vint régulièrement concurrence le blanc du canton. Ce n'est que le 29 août 1831 qu'un décret fixa le noir et le blanc comme seules couleurs du canton. En revanche, tant le vexillologue Mühlemann que l'héraldiste Gauthier affirment dans leurs ouvrages que les représentations du drapeau cantonal de Fribourg coupé de noir et de bleu est une erreur maladroite commise par les illustrateurs de l'époque. En effet, chacun rappelle que les armoiries n'ont jamais été modifiées alors que les couleurs cantonales purent l'être.

## Signification
L'héraldiste Adolphe Gauthier donne deux explications pour les couleurs du noir et du blanc. D'une part, il estime que le noir et le blanc pouvaient faire référence à un signe de défi (blanc) et de deuil (noir) adressé aux nobles de la région, ou indiquer des éléments naturels tels que la terre arable des plaines pour le noir (cf. Drapeau d'Argovie) et les neiges pour le blanc se trouvant dans la région au sud de la Nuithonie (l'Üechtland) qui portait le nom de Pays Blanc ou de Weissland (pré-Alpes).
Le journaliste Willy Boder, dans un article consacré aux armoiries des cantons romands, dans Le Temps en 2001, affirme une autre explication, probablement légendaire. Il rapporte que Berthold IV de Zähringen, surpris par la nuit alors qu'il chassait, fut accueilli par un charbonnier qui offrit en guise de couverture deux sacs, l'un ayant contenu du charbon et l'autre de la farine. Lorsque Berthold IV se réveilla le lendemain matin, il constata que les habits qu'il avait gardés pour dormir avaient pris pour l'un une teinte noire, l'autre étant devenu blanc, décidant ainsi d'octroyer ces couleurs au Pays.

## Descriptions

### Description vexillologique
La description vexillologique du drapeau fribourgeois est « Coupé de noir et de blanc ».

### Description héraldique
La description héraldique des armoiries fribourgeoises est « Coupé de sable et d'argent ».

## Autre représentation vexillologique et héraldique
Le drapeau est également décliné sous forme d'oriflamme, soit en queue de pie, soit en base plate. L'oriflamme des cantons reprenant le drapeau cantonal dans sa partie supérieure et les couleurs cantonales dans la partie inférieure est appelée un drapeau « complet ». 

Drapeau complet fribourgeois

## Utilisation et mention
Le drapeau et les armoiries sont identiques, avec le noir toujours en haut et le blanc en bas.
Les armoiries se retrouvent sur les plaques d'immatriculation arrières de véhicules enregistrés dans le canton de Fribourg.

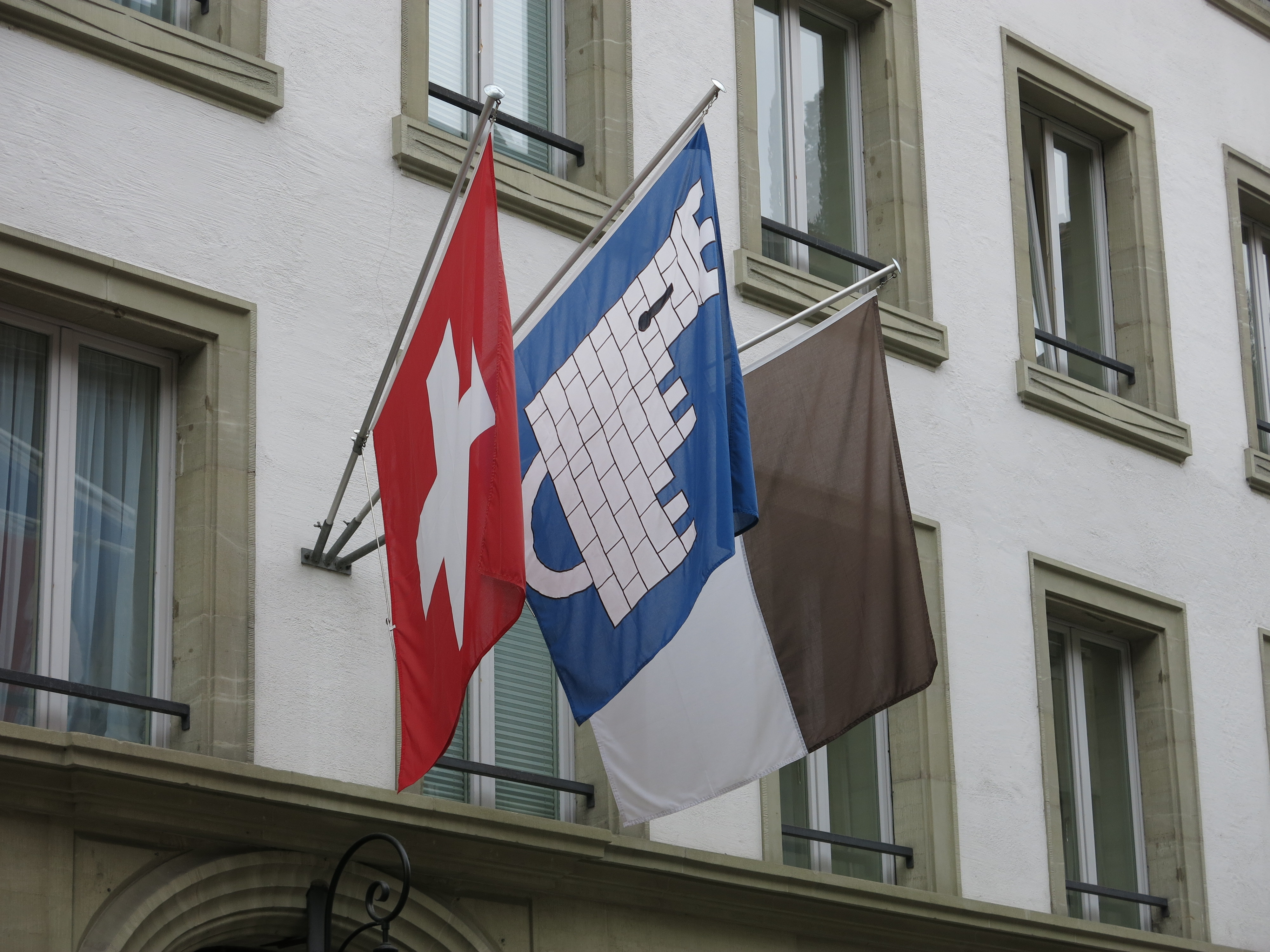
Les drapeaux suisse, fribourgeois et cantonal.
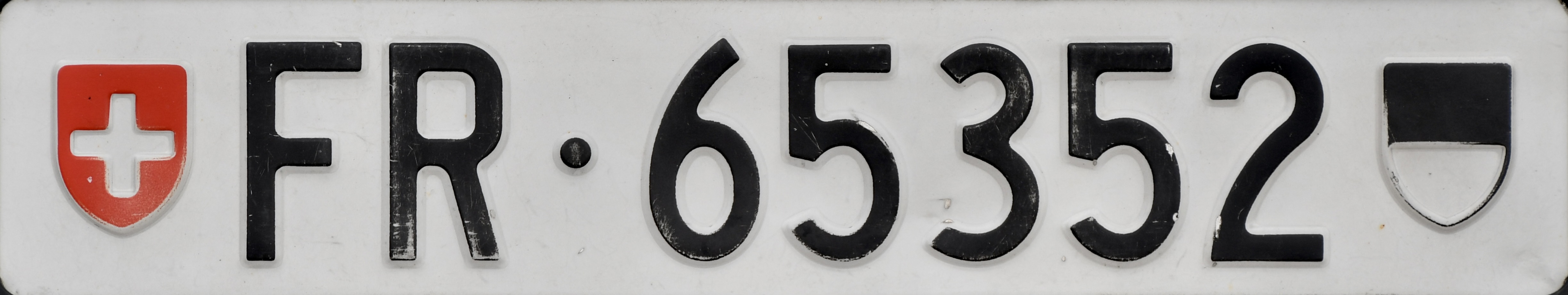
Plaque d'immatriculation arrière fribourgeoise.